# 한으뜸
한으뜸(1988년 7월 21일 ~ )은 대한민국의 개그맨이다. 지금은 개그우먼 장다운과 함께 흔한남매 유튜브 채널을 운영 중이다. 예전에는 웃찾사(웃음을 찾는 사람들)에서 활동했었지만, 현재는 유튜브 활동으로 큰 인기를 얻고 있다.
개그우먼 장다운과 비지니스 연인 관계로, 2011년 12월 19일에 개그우먼 장다운과 웃찾사에서 처음 만난 것으로 알려졌다.

## 출연작

### 유튜브
- 흔한남매
- 흔한일상
- 흔한게임
- 흔한쀼

### 뮤지컬
- 흔한남매:엄마의 꿈을 지켜라!

### 흔한남매 출연작
- (2014)

- 못생김(2014)

- (2015)

- 옥에티 많음 에이미 오빠

## 같이 보기
- 장다운
- 흔한남매
- 웃찾사 (SBS)
- 데이지 (흔한남매)
- 안젤리나 (흔한남매, SBS)
- 한겨레 (매니저)
- 흔한일상
- 흔한컴퍼니